# Julodis
Genre

Julodis est un genre de coléoptères de la famille des Buprestidae.

## Espèces rencontrées en Europe
- Julodis armeniaca Marseul, 1865
- Julodis ehrenbergii Laporte & Gory, 1835
  - Julodis ehrenbergii ehrenbergii Laporte & Gory, 1835
  - Julodis ehrenbergii olivieri Laporte & Gory 1835
- Julodis intricata Redtenbacher, 1843
- Julodis onopordi (Fabricius, 1787
  - Julodis onopordi fidelissima Rosenhauer, 1856
  - Julodis onopordi onopordi (Fabricius, 1787)
  - Julodis onopordi sommeri Jaubert, 1858
- Julodis pubescens Olivier, 1790
  - Julodis pubescens ivenii Mannerheim, 1837
  - Julodis pubescens pubescens Olivier, 1790
- Julodis splichali Obenberger, 1917